# I'm Outta Time
〈I'm Outta Time〉은 영국의 록 밴드 오아시스의 곡으로, 그들의 일곱 번째 스튜디오 음반인 《Dig Out Your Soul》에 수록되어있다. 이 곡은 7집의 두 번째 싱글이며, 첫 번째 싱글인 〈The Shock of the Lightning〉은 성공을 거두었다. 〈I'm Outta Time〉은 리드 보컬리스트 리암 갤러거가 쓴 곡이며, 2008년 12월 1일 발매되었다.

## 곡의 구성
이 곡의 스타일은 존 레논의 1970년대 초기 음악과의 유사성을 지니고 있다. 이 트랙의 C 마이너에서 3 옥타브를 뛰어넘는 피아노는 부분적으로 레논의 〈Jealous Guy〉를 본뜨고 있다. 이 곡은 또한 반주 피아노 부분이 비틀즈의 〈A Day in the Life〉와 내용 면에서 유사하다. 리암은 농담처럼 이 곡을 쓰는 데 9년이 걸렸다고 불평한다.
이 곡은 1980년 존 레논의 마지막 인터뷰들 중 하나에서 따온 짧은 육성 샘플이 들어가 있다. 이 육성 녹음의 내용은 "처칠이 말한것처럼, 모든 영국인들에게는 그들이 빌어먹을 살고 싶은 곳에서 살 수 있는 양도할 수 없는 권리가 있다. 영국이 사라지기라도 한단 말인가? 내가 돌아올 때까지 아무 일도 없을 것이다."

## 반응
이 곡은 일곱 번째 음반의 최고의 곡들 중 하나라고 팬들에 의해 정평이 나 있다. 그건 밴드 멤버들에게도 마찬가지이며, 기타리스트인 노엘 갤러거는 그 곡을 "믿을 수 없을 정도로 뛰어나다"라고 평하였다. 이 곡은 또한 평론가들에게 극찬을 받았으며, 《NME》는 이 곡을 형식으로의 귀환이라고 부르며 오아시스의 우상인 비틀즈의 음악과 이 곡을 비교하였다.
이 곡은 영국 싱글 차트에서 12위를 했다. 이는 1994년 이래 처음으로 오아시스 싱글 사상 첫 번째로 10위 안에 들지 못한 것이며, 이로 인해 밴드는 22개의 싱글이 연속적으로 10위 안에 드는 기록에 마침표를 찍었다. 이 싱글은 또한 프랑스 싱글 차트에서 총 24주 동안 머물러 있었으며, 이는 오아시스의 모든 싱글들 중 가장 긴 기록이다. 그러나 영국 차트에서는 75위 안에 두 주 동안 머물러 있었으며, 이 역시 오아시스 모든 싱글들 중 가장 짧은 기록이다. 리암 갤러거는 한 인터뷰에서 이 곡을 "침대에 앉아 썼다"라고 말하였다.

## 뮤직 비디오
〈I'm Outta Time〉의 뮤직 비디오는 11월에 발표되었다. 흑백으로 촬영되었으며, 밴드 멤버 중 유일하게 "달빛이 비추는 영국의 풍경들을 초현실적으로 여행하는" 리암 만이 비디오에 나온다. 뮤직 비디오의 말미에는 누운 상태에서 리암이 클로즈업이 된다. 이는 존 레논의 음반 《Imagine》의 뒷면 커버와 유사하다.

## 커버
이 곡은 2009년 12월 9일, BBC Live Lounge에서 가수 릴리 알렌이 불렀다.

## 곡 목록
| #  | 제목                                               | 작사·작곡      | 재생 시간 |
| -- | -------------------------------------------------- | -------------- | --------- |
| 1. | 〈I'm Outta Time〉 (album version)                 | Liam Gallagher | 4:10      |
| 2. | 〈I'm Outta Time〉 (Twiggy Ramirez remix)          | L. Gallagher   | 6:14      |
| 3. | 〈The Shock of the Lightning〉 (Jagz Kooner remix) | Noel Gallagher | 6:40      |

| #  | 제목                                           | 작사·작곡    | 재생 시간 |
| -- | ---------------------------------------------- | ------------ | --------- |
| 1. | 〈I'm Outta Time〉 (album version)             | L. Gallagher | 4:10      |
| 2. | 〈To Be Where There's Life〉 (Neon Neon remix) | Gem Archer   | 4:17      |

| #  | 제목                                               | 작사·작곡    | 재생 시간 |
| -- | -------------------------------------------------- | ------------ | --------- |
| 1. | 〈I'm Outta Time〉 (Twiggy Ramirez remix)          | L. Gallagher | 6:14      |
| 2. | 〈The Shock of the Lightning〉 (Jagz Kooner remix) | N. Gallagher | 6:40      |

| #  | 제목                                      | 작사·작곡    | 재생 시간 |
| -- | ----------------------------------------- | ------------ | --------- |
| 1. | 〈I'm Outta Time〉 (album version)        | L. Gallagher | 4:10      |
| 2. | 〈I'm Outta Time〉 (Twiggy Ramirez remix) | L. Gallagher | 6:14      |
| 3. | 〈I'm Outta Time〉 (demo)                 | L. Gallagher | 4:01      |

| #  | 제목                                               | 작사·작곡    | 재생 시간 |
| -- | -------------------------------------------------- | ------------ | --------- |
| 1. | 〈I'm Outta Time〉 (album version)                 | L. Gallagher | 4:10      |
| 2. | 〈I'm Outta Time〉 (remix)                         | L. Gallagher | 6:14      |
| 3. | 〈I'm Outta Time〉 (demo)                          | L. Gallagher | 4:01      |
| 4. | 〈The Shock of the Lightning〉 (Jagz Kooner remix) | N. Gallagher | 6:40      |
| 5. | 〈To Be Where There's Life〉 (Neon Neon remix)     | Archer       | 4:17      |

| #  | 제목                                                         | 작사·작곡    | 재생 시간 |
| -- | ------------------------------------------------------------ | ------------ | --------- |
| 1. | 〈I'm Outta Time〉 (album version)                           | L. Gallagher | 4:10      |
| 2. | 〈I'm Outta Time〉 (Twiggy Ramirez remix)                    | L. Gallagher | 6:14      |
| 3. | 〈To Be Where There's Life〉 (Neon Neon remix)               | Archer       | 4:20      |
| 4. | 〈Waiting for the Rapture〉 (Alt Version No. 2)              | N. Gallagher | 2:59      |
| 5. | 〈To Be Where There's Life〉 (A Richard Fearless Production) | Archer       | 6:29      |